# Golpe de Estado de 17 de Maio
O Golpe de 17 de Maio foi um golpe militar ocorrido na Coreia do Sul pelo general Chun Doo-hwan e o grupo de oficiais Hanahoe, que lideraram o Golpe de Estado de 12 de Dezembro.
Em 17 de maio de 1980, o general Chun Doo-hwan forçou o Conselho de Ministros para que estendesse a lei marcial para toda a nação, já que anteriormente não havia sido aplicada a Jeju. A lei marcial ampliada fechou universidades, proibiu atividades políticas e reduziu ainda mais a imprensa. Para fazer valer a lei marcial, tropas foram enviadas para várias partes do país. No mesmo dia, a KCIA invadiu uma conferência nacional de dirigentes estudantis de 55 universidades.  Cerca de 2 700 pessoas, incluindo vinte e seis políticos também foram presos. Em 18 de maio de 1980, os cidadãos de Gwangju se rebelaram contra a ditadura militar de Chun Doo-hwan e assumiram o controle da cidade. No decorrer do levante, os cidadãos pegaram em armas para se defender, mas acabaram sendo esmagados pelo exército sul-coreano. (Massacre de Gwangju)
Em 20 de maio de 1980, Chun Doo-hwan e Roh Tae-woo ordenaram que a Assembleia Nacional fosse dissolvida pelo envio de tropas ao edifício. Chun posteriormente criou a Comissão de Defesa Nacional de Emergência Política e nomeou-se como membro da mesma. Em 17 de julho, ele renunciou ao seu posto de Diretor da KCIA, e manteve apenas o cargo de membro da comissão. Em setembro de 1980, o presidente Choi Kyu-ha foi forçado a renunciar a presidência para dar lugar ao novo líder militar, Chun Doo-hwan.